# Intel·ligència empresarial
Intel·ligència empresarial, intel·ligència de negoci o BI (en anglès business intelligence) són el conjunt d'estratègies i eines enfocades a l'administració i creació de coneixement mitjançant l'anàlisi de dades existents a una organització o empresa.

## Definició
La intel·ligència empresarial fa referència a l'ús de dades d'una empresa per a facilitar la presa de decisions. Aquest concepte engloba la comprensió del funcionament actual de l'empresa i les prediccions dels esdeveniments futurs amb l'objectiu de proporcionar coneixements per recolzar les decisions de l'empresa.
Les eines d'intel·ligència es basen en l'ús d'un sistema d'informació format amb les dades extretes dels diferents sistemes de l'empresa i el seu àmbit: informació provinent de sistemes productius, comptables, logístics, de recursos humans, de la competència, etc.
Mitjançant les eines d'ETL (de l'anglès: Extract, Transform and Load; extreure, transformar i carregar) s'extreuen dades de les diferents fonts existents a l'empresa, es depuren i preparen (qualitat i homogeneïtzació de les dades), i finalment es carreguen a una base de dades.

## Història
El primer ús conegut del terme intel·ligència empresarial es troba a Cyclopaedia of Commercial and Business Anecdotes (1865) de Richard Millar Devens. Devens va utilitzar el terme per descriure com el banquer Sir Henry Furnese va obtenir beneficis en rebre i actuar sobre la informació sobre el seu entorn, abans que els seus competidors. La capacitat de recollir i reaccionar en conseqüència basant-se en la informació recuperada, diu Devens, és fonamental per a la intel·ligència empresarial.
Quan Hans Peter Luhn, investigador d'IBM, va utilitzar el terme intel·ligència empresarial en un article publicat el 1958, va utilitzar la definició d'intel·ligència del Webster's Dictionary: "la capacitat d'aprendre les interrelacions dels fets presentats de manera que guiï l'acció cap a un objectiu desitjat."
El 1989, Howard Dresner (més tard analista de Gartner) va proposar la intel·ligència empresarial com a terme general per descriure "conceptes i mètodes per millorar la presa de decisions empresarials mitjançant l'ús de sistemes de suport basats en fets". No va ser fins a finals de la dècada de 1990 que el seu ús es va generalitzar.
Els crítics veuen la BI només com una evolució dels informes empresarials juntament amb l'arribada d'eines d'anàlisi de dades cada cop més potents i fàcils d'utilitzar. En aquest sentit, també ha estat criticat com a paraula de moda de màrqueting en el context de l'augment de les big data.

## Característiques
Aquest conjunt d'eines i metodologies tenen en comú les següents característiques:
- Accessibilitat a la informació: Les dades són la font principal d'aquest concepte. El primer que han de garantir aquest tipus d'eines i tècniques és l'accés dels usuaris a les dades, independentment de la seva procedència.
- Suport en la presa de decisions: Es busca anar més enllà en la presentació de la informació, de manera que els usuaris tinguin accés a eines d'anàlisi que els permetin seleccionar i manipular només les dades que els interessin.
- Orientació a l'usuari final: Es busca independència entre els coneixements tècnics dels usuaris i la seva capacitat per utilitzar aquestes eines.
- Estreta relació amb el big data: La intel·ligència de negocis està relacionada amb les immenses quantitats de dades amb les quals ens trobem en l'actualitat.
- Anàlisi en temps real: Les eines d'intel·ligència empresarial permeten l'anàlisi de dades en temps real, proporcionant informació actualitzada i immediata per prendre decisions immediates i basades en dades actuals.
- Visualització de dades: Les eines d'intel·ligència empresarial ofereixen funcionalitats per a la visualització de dades, com gràfics, taules i informes interactius. Això facilita la comprensió i interpretació de les dades per part dels usuaris.
- Integració de fonts de dades: Les eines d'intel·ligència empresarial permeten integrar diverses fonts de dades, ja sigui internes o externes, com ara bases de dades, arxius CSV o informació procedent de xarxes socials. Això permet tenir una visió més completa i enriquida de les dades.
- Anàlisi predictiu: Algunes eines d'intel·ligència empresarial ofereixen capacitat d'anàlisi predictiu, utilitzant algoritmes i models estadístics per predir tendències i resultats futurs. Això ajuda les empreses a prendre decisions anticipades i millorar la seva estratègia empresarial.
- Seguretat de les dades: Les eines d'intel·ligència empresarial han de garantir la seguretat de les dades, protegint la informació sensible i complint les regulacions de protecció de dades vigents. Això és crucial per mantenir la confidencialitat i integritat de les dades empresarials.
- Escalabilitat: Les solucions d'intel·ligència empresarial han de ser escalables, és a dir, han de ser capaces d'adaptar-se i gestionar grans volums de dades a mesura que l'empresa creixi i evolucioni.

## Nivells de realizació de BI
D'acord amb el seu nivell de complexitat, les solucions d'Intel·ligència Empresarial es poden classificar en els següents nivells de realització:
Informes:
- Informes predefinits.
- Informes a mida.
- Consultes (Query) / Cubs OLAP (On-Line Analytic Processing).
- Alertes.

Anàlisi:
- Anàlisi estadístic.
- Previsions (Forecasting).
- Modelat predictiu o Minería de dades (Data Mining).
- Optimització.
- Minería de Processos.

## Intel·ligència de empreses
La Intel·ligència d'Empreses és el concepte més ampli de l'ús de la intel·ligència en les organitzacions. Des de diferents perspectives, la intel·ligència d'empreses ha anat emergint a partir de la contribució de moltes àrees del coneixement: market intelligence (intel·ligència de mercats), competitive intelligence (intel·ligència competitiva), business intelligence (intel·ligència empresarial).
Aquest concepte s'ha utilitzat molt en el món de la tecnologia amb diferents significats com ara intel·ligència de negocis, strategic foresight (intel·ligència estratègica), corporate intelligence (intel·ligència corporativa), vigilància tecnològica, prospectiva tecnològica, etc.
En l'actualitat, la tecnologia té un paper clau en la intel·ligència d'empreses. Les eines de business intelligence ofereixen la capacitat de recopilar, gestionar i analitzar grans volums de dades de manera eficient. L'ús de la núvol (cloud) permet l'emmagatzematge i l'accés a les dades de manera flexible i escalable.
La intel·ligència de negoci es pot entendre com una estratègia empresarial que persegueix incrementar el rendiment de l'empresa o la seva competitivitat mitjançant l'organització intel·ligent de les seves dades històriques (transaccions o operacions diàries) que s'emmagatzemen a les bases de dades de l'empresa (data warehouse corporatiu o data marts departamentals) i de les dades en temps real que normalment es troben en discs durs virtuals coneguts com a cloud o núvol. Les eines d'intel·ligència de negoci recopilen, organitzen i analitzen aquestes dades per definir la línia d'actuació de les empreses que les utilitzen.
La intel·ligència empresarial es basa en l'organització i l'anàlisi de les dades empresarials per obtenir informació valuosa que pugui orientar les decisions estratègiques. Mitjançant la integració de dades històriques i dades en temps real, les empreses poden tenir una visió completa de la seva operativa i identificar oportunitats d'optimització.

## Paper en la presa de decisions estratègiques
La intel·ligència empresarial exerceix un paper fonamental en la presa de decisions estratègiques d'una organització. Mitjançant l'anàlisi de dades i la generació de coneixements, les empreses poden prendre decisions més informades i basades en dades amb l'objectiu de millorar el seu rendiment i competitivitat.
La intel·ligència empresarial proporciona als líders i directius d'una organització informació rellevant sobre l'entorn empresarial, el mercat, la competència i les tendències del sector. Això els permet comprendre millor el panorama general i avaluar els riscos i oportunitats abans de prendre decisions estratègiques importants.
En utilitzar eines i tècniques d'intel·ligència empresarial, com l'anàlisi de dades, els models predictius i les simulacions, les empreses poden avaluar diferents escenaris i pronosticar l'impacte de les seves decisions estratègiques. Això ajuda a minimitzar els riscos i a maximitzar els beneficis en prendre decisions ben fonamentades.
A més, la intel·ligència empresarial permet el seguiment i control continu dels resultats i el rendiment de les decisions estratègiques preses. Mitjançant l'anàlisi dels indicadors clau de rendiment (KPI) i la retroalimentació dels resultats, les organitzacions poden ajustar i millorar la seva estratègia en temps real.
En resum, la intel·ligència empresarial exerceix un paper essencial en la presa de decisions estratègiques en proporcionar informació valuosa, avaluar diferents escenaris, pronosticar resultats i supervisar el rendiment. Això ajuda les organitzacions a prendre decisions més encertades i a assolir els seus objectius estratègics de manera més eficient.

## Intel·ligència de mercats internacionals «La estratègia»
En la intel·ligència empresarial, l'estratègia ha de ser vista com un procés creatiu, buscar noves formes de fer les coses, generar valor en un món de canvis constants i ser efectiva a curt termini. Per això, es necessita:
- Intel·ligència per crear i compartir el coneixement.
- La capacitat d'integrar i gestionar aquest coneixement.
- La imaginació per visualitzar accions alternatives a les habituals i analitzar les seves conseqüències.
- L'expertesa per gestionar els recursos i atendre les necessitats actuals sense deixar de construir el futur desitjable.

Així com en el màrqueting tenim les quatre P, en la intel·ligència de mercats també tenim les quatre P:
- PLAN: un curs d'acció determinat de manera conscient.
- POSICIÓ: un mitjà per situar l'organització (niche, rendes, dominació).
- PATRÓ: un model que implica consistència.
- PERSPECTIVA: una manera particular de percebre el món (concepte, cultura, ideologia).

Amb la globalització, la competència es converteix en hipercompetència, per la qual cosa cal reaccionar amb rapidesa, sorpresa i anticipació. També cal canviar les regles del joc i crear productes innovadors i integrals per demostrar superioritat davant de la competència.
En la intel·ligència de mercats internacionals, "La estratègia" té un paper fonamental en el desenvolupament i l'èxit de les organitzacions en l'entorn global. A més dels elements mencionats anteriorment, és important destacar altres aspectes rellevants en aquest àmbit:
- Adaptabilitat: Les empreses han de ser capaces d'adaptar les seves estratègies a les diferents cultures, normatives i preferències dels mercats internacionals. Cal comprendre i respondre de manera adequada als canvis en les condicions de negoci i a les necessitats dels clients de diferents països.
- Col·laboració: En un entorn global, és essencial establir col·laboracions estratègiques amb altres actors clau, com ara socis comercials, proveïdors, distribuïdors i institucions locals. Això permetrà aprofitar sinergies, accedir a recursos compartits i expandir la presència de l'empresa en nous mercats.
- Investigació de mercats: L'anàlisi exhaustiva dels mercats internacionals és fonamental per comprendre les tendències, les demandes dels consumidors i la competència en cada país. Això implica realitzar estudis de mercat, analitzar dades demogràfiques i econòmiques, i prendre decisions informades basades en aquesta intel·ligència.
- Innovació: En un entorn cada vegada més competitiu, les empreses han de ser capaces d'innovar constantment per diferenciar-se i captar l'atenció dels clients internacionals. Això pot implicar el desenvolupament de nous productes, la millora de processos o l'adopció de noves tecnologies per ser més eficients i competitius.[10][11]

## Impacte en les organitzacions
La intel·ligència empresarial ha demostrat tenir un impacte significatiu en les organitzacions en diversos aspectes. A continuació, es presenten algunes possibles àrees d'impacte:
- Optimització de processos: Les eines d'intel·ligència empresarial ofereixen una visió holística de les operacions de l'organització, permetent identificar àrees d'ineficiència i oportunitats d'optimització. Mitjançant l'anàlisi de dades i la generació de informes, es poden identificar processos que poden ser millorats o automatitzats, conduint a una major eficiència i reducció de costos.
- Millora de l'experiència del client: La intel·ligència empresarial permet comprendre millor les necessitats i preferències dels clients. Això permet a les organitzacions personalitzar els seus productes o serveis, oferir una millor atenció al client i millorar la seva satisfacció general.
- Detecció de tendències i oportunitats: Amb les eines d'intel·ligència empresarial, les organitzacions poden analitzar dades en temps real i identificar tendències emergents i oportunitats de negoci. Això els permet adaptar-se ràpidament als canvis del mercat i prendre accions proactives per aconseguir avantatges competitius.
- Gestió del rendiment: La intel·ligència empresarial proporciona eines per mesurar i avaluar el rendiment de l'organització, tant a nivell global com a nivell departamental o individual. Això permet establir indicadors clau de rendiment (KPIs) i seguir-los de prop per garantir l'acompliment dels objectius empresarials.

## Mercat
L'informe del 2013 de Gartner va classificar els proveïdors d'intel·ligència empresarial en dos grups: els proveïdors independents "purs" i els "megaproveïdors" consolidats. Els serveis d'intel·ligència empresarial van generar uns ingressos de 13.100 milions de dòlars el 2012.
El 2019, el mercat de la intel·ligència empresarial a Europa va experimentar un impacte a causa de la nova legislació del Reglament General de Protecció de Dades (GDPR). Aquesta normativa col·loca la responsabilitat de la recopilació i l'emmagatzematge de les dades en l'usuari de les dades, imposant normes estrictes per garantir el compliment de les regulacions de protecció de dades.
Des de maig de 2019, data en què es va presentar el RGPD, el creixement del mercat a Europa ha augmentat constantment. Aquesta legislació ha obligat les empreses a replantejar-se la manera com gestionen les seves pròpies dades, centrant-se en el compliment de les normatives. No obstant això, també ha revelat oportunitats futures, com ara l'ús de la personalització i la col·laboració amb proveïdors externs d'intel·ligència empresarial, per tal d'augmentar la seva quota de mercat.

## Beneficis i aplicacions
La intel·ligència empresarial (IE) ofereix una sèrie de beneficis i aplicacions que poden ajudar les organitzacions a prendre decisions més informades i estratègiques. A continuació, es presenten algunes de les principals àrees on la IE ha demostrat la seva utilitat:
1. Presa de decisions estratègiques: La IE proporciona als líders empresarials informació i anàlisi en temps real sobre el rendiment de l'empresa, permetent-los prendre decisions més informades i basades en dades. Això ajuda a identificar oportunitats de creixement, optimitzar l'assignació de recursos i millorar l'eficiència operativa.
2. Anàlisi de mercat: Mitjançant la recopilació i l'anàlisi de dades de mercat, la IE permet a les empreses comprendre millor els seus clients, detectar tendències emergents i avaluar la competència. Això ajuda a ajustar les estratègies de màrqueting i vendes per maximitzar el retorn de la inversió i obtenir una avantatge competitiu.
3. Gestió del rendiment empresarial: La IE permet un seguiment detallat del rendiment empresarial en diverses àrees, com finances, operacions, recursos humans i producció. Això facilita la identificació de àrees de millora, l'optimització de processos i la implementació de mesures correctives per aconseguir els objectius establerts.
4. Intel·ligència de clients: La IE ajuda les empreses a comprendre millor els seus clients, des de les seves preferències i comportaments fins a les seves necessitats i expectatives. Això permet la personalització de productes i serveis, la millora de la satisfacció del client i la fidelització.
5. Gestió de la cadena de subministrament: La IE permet una gestió més eficient de la cadena de subministrament proporcionant informació en temps real sobre l'estoc, la demanda i la capacitat de producció. Això ajuda a optimitzar els fluxos de treball, reduir els costos i millorar l'eficiència operativa.